# Жана-Аул
Жана-Аул (рос. Жана-Аул) — село Кош-Агацького району Республіка Алтай Росії. Входить до складу Казахського сільського поселення.
Населення — 829 осіб (2015 рік).